# Anisothecium symonsii
Anisothecium symonsii là một loài rêu trong họ Dicranaceae. Loài này được Dixon Broth. mô tả khoa học đầu tiên năm 1924.